# World Series 1961
Die World Series 1961 war die 58. Auflage des Finals der Major League Baseball. Es standen sich die Meister der American League, die New York Yankees, und der Champion der National League, die Cincinnati Reds, gegenüber. Die Best-Of-Seven-Serie startete am 4. Oktober und endete nach fünf Spielen am 9. Oktober 1961. Sieger nach fünf Spielen wurden die New York Yankees, die damit ihre neunzehnte World Series gewinnen konnten.
Als MVP der Serie wurde der Pitcher der Yankees, Whitey Ford, ausgezeichnet.

## Übersicht der Spiele
| Spiel | Datum      | Gast             | Score | Heim             | Score | Gesamtstand (CIN-NYY) | Ballpark       | Zuschauer |
| ----- | ---------- | ---------------- | ----- | ---------------- | ----- | --------------------- | -------------- | --------- |
| 1     | 4. Oktober | Cincinnati Reds  | 0     | New York Yankees | 2     | 0–1                   | Yankee Stadium | 62.397    |
| 2     | 5. Oktober | Cincinnati Reds  | 6     | New York Yankees | 2     | 1–1                   | Yankee Stadium | 63.083    |
| 3     | 7. Oktober | New York Yankees | 3     | Cincinnati Reds  | 2     | 1–2                   | Crosley Field  | 32.589    |
| 4     | 8. Oktober | New York Yankees | 7     | Cincinnati Reds  | 0     | 1–3                   | Crosley Field  | 32.589    |
| 5     | 9. Oktober | New York Yankees | 13    | Cincinnati Reds  | 5     | 1–4                   | Crosley Field  | 32.589    |